# Paola Davoli

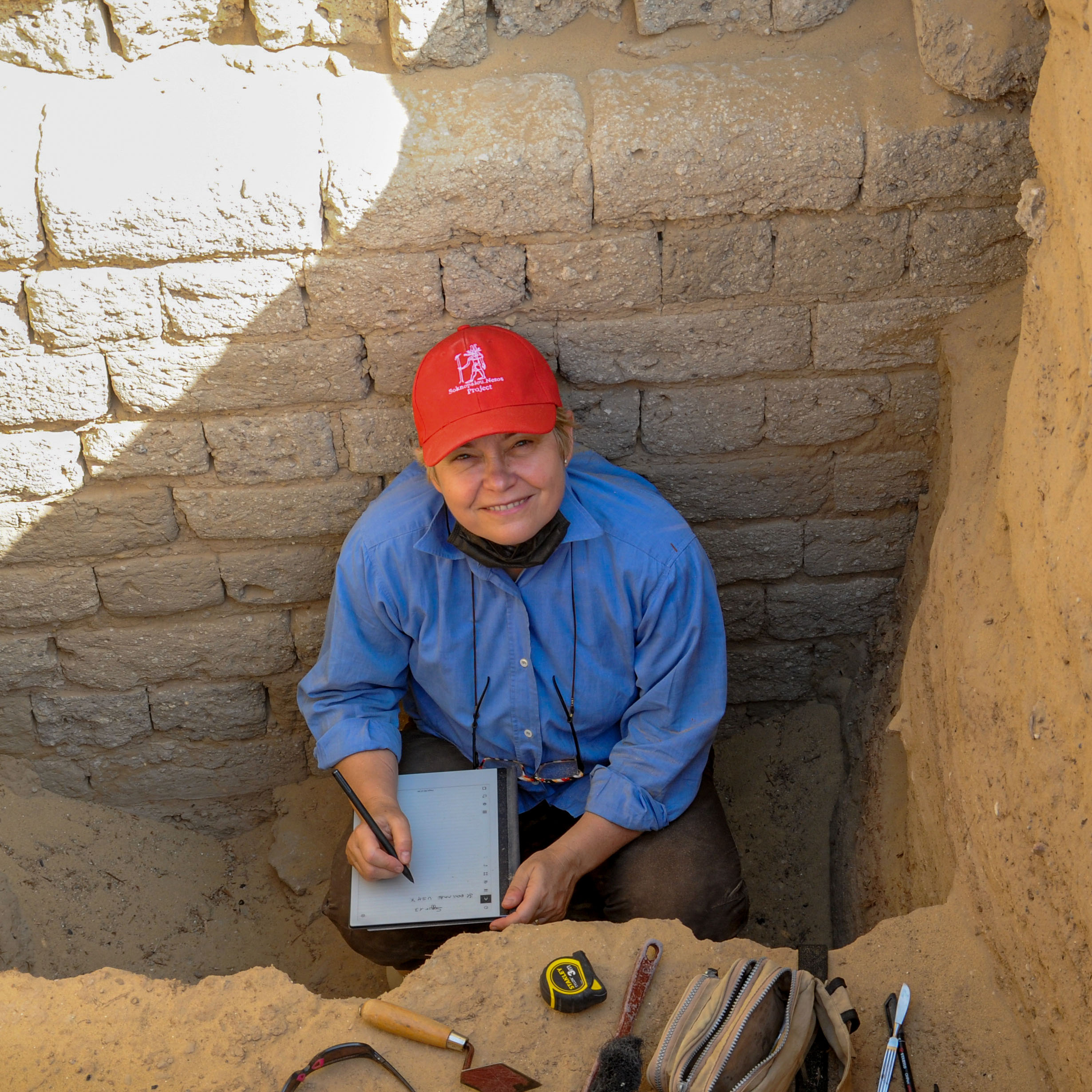
Soknopaiou Nesos, Novembre 2021

Paola Davoli (Reggio Emilia, 11 giugno 1964) è un'archeologa ed egittologa italiana.

## Biografia
È professore ordinario di egittologia presso l'Università del Salento (Lecce) ed è autrice di numerosi articoli scientifici e monografie sull'Egitto tolemaico e romano .
È membro del Advisory Board della rivista Bulletin of the American Society of Papyrologists e di altre riviste specialistiche.

## Scavi e ricerche
- 1995-2004: direttore archeologico della Missione Congiunta delle Università di Bologna e di Lecce a Bakchias (Fayyum, Egitto).
- 2001-2003: direttore archeologico della Missione Congiunta delle Università di Bologna e di Lecce a Soknopaiou Nesos (Fayyum, Egitto).
- Dal 2004 condivide con il prof. Mario Capasso la direzione del Soknopaiou Nesos Project di cui dirige gli scavi archeologici.
- Dal 2005 è field director della Missione Archeologica della New York University ad Amheida (oasi di Dakhla, Egitto), diretta dal professore Roger S. Bagnall.

## Opere principali
- Città e villaggi dell'Antico Egitto, Imola 1994.
- L'archeologia urbana nel Fayyum di età ellenistica e romana, Napoli 1998
- Saft el-Henna. Archeologia e storia di una città del Delta orientale, Imola 2001
- Archeologia e papiri, Napoli 2001
- Oggetti in argilla dall'area templare di Bakchias (El-Fayyum, Egitto). Catalogo dei rinvenimenti delle Campagne di Scavo 1996-2002, Pisa-Roma 2005
- Soknopaiou Nesos Project I (2003-2009), Pisa-Roma 2012 (co-autrice)
- An Oasis City, New York 2016 (co-autrice)